# Stanislav Janda
Stanislav Janda (* 1. října 1928) byl český a československý politik Československé strany lidové a poslanec Sněmovny lidu Federálního shromáždění za normalizace.

## Biografie
K roku 1971 i 1976 se profesně uvádí jako předseda JZD. Podle údajů z roku 1986 byl místopředsedou JZD Komorno.
Ve volbách roku 1971 zasedl do Sněmovny lidu (volební obvod č. 44 – Přeštice-Blovice, Západočeský kraj). Mandát obhájil ve volbách v roce 1976 (obvod Přeštice-Blovice), volbách v roce 1981 (obvod Plzeň-jih) a volbách v roce 1986 (obvod Plzeň-jih). Ve Federálním shromáždění setrval až do svobodných voleb v roce 1990 a netýkal se ho tedy proces kooptace do Federálního shromáždění po sametové revoluci.